# Morti nel 937
| Questa pagina contiene informazioni ricavate automaticamente dalle voci biografiche con l'ausilio del template Bio e di un bot. L'aggiornamento è periodico e automatico e ricostruisce completamente la pagina. Se manca una persona in questa lista, sei pregato di non aggiungerla, ma accertati piuttosto che la sua voce biografica contenga il template Bio e che i dati anagrafici siano correttamente compilati. Se il template Bio manca, inseriscilo tu stesso o, in alternativa, metti l'avviso {{tmp\|Bio}} che ne segnala la mancanza. Se i dati riportati sono sbagliati, correggi direttamente la voce biografica; le modifiche saranno visibili in questa lista entro pochi giorni. Per chiarimenti vedi il progetto biografie. La lista contiene solo le 6 persone che sono citate nell'enciclopedia e per le quali è stato implementato correttamente il template Bio. Pagina aggiornata al 19 ott 2024. |

- 31 maggio - Ildeberto di Magonza, arcivescovo franco
- 26 giugno - Abramo III Abraza, vescovo cristiano orientale siro
- 14 luglio - Arnolfo di Baviera, nobile tedesco
- 15 luglio - Meginwarch, nobile franco
- 3 dicembre - Sigfrido di Merseburgo, nobile tedesco
- Rodolfo II di Borgogna, re